# مغانلو (غرغين)
مغانلو (بالفارسية: مغانلو) هي قرية تقع في إيران في قسم غرغین الريفي. يقدر عدد سكانها بـ 91 نسمة بحسب إحصاء 2016.